# Óxido de cloro

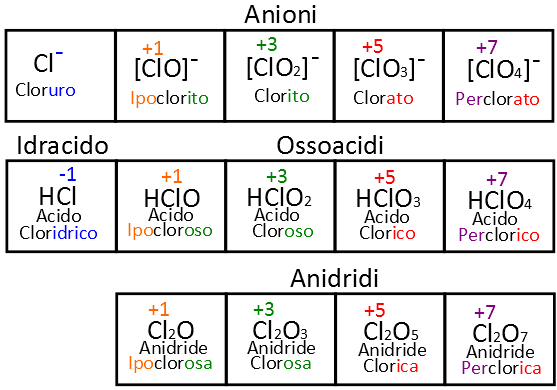
tabela dos tipos de cloro

Cloro e oxigênio podem ligar-se de muitas maneiras diferentes, produzindo óxidos de cloro:

## Anidridos
- monóxido de dicloro - anidrido hipocloroso (Cl2O)
- trióxido de dicloro - anidrido cloroso (Cl2O3)
- pentóxido de dicloro - anidrido clórico (Cl2O5)
- heptóxido de dicloro - anidrido perclórico (Cl2O7)

## Óxidos
- monóxido de cloro (ClO)
- dióxido de cloro (ClO2)
- trióxido de cloro (ClO3)
- dióxido de dicloro (Cl2O2)
- tetróxido de dicloro (Cl2O4)
- hexóxido de dicloro (Cl2O6)
- tetróxido de cloro ou peróxido de cloro (O3ClOOClO3 ou Cl2O8)